# Stanisław Sikora (żołnierz)
Stanisław Sikora (ur. 20 sierpnia 1896 w Sierakowie, zm. 8 grudnia 1920 w Poznaniu) – żołnierz armii niemieckiej, armii wielkopolskiej i Wojska Polskiego II RP, uczestnik I wojny światowej, powstania wielkopolskiego i wojny polsko-bolszewickiej. Kawaler Orderu Virtuti Militari.

## Życiorys
Urodził się w rodzinie Jana i Stanisławy z d. Bąk. Absolwent gimnazjum w Śremie. Zmobilizowany w 1915 do armii niemieckiej, gdzie ukończył kurs oficerski. Od listopada 1918 brał udział w powstaniu wielkopolskim. Na terenie Kościana, zgłosił się jako ochotnik do rezerwy Skautowej, gdzie jako dowódca plutonu brał udział w zdobyciu broni z koszar niemieckich. Później został dowódcą kompanii która w styczniu 1919 brała udział w dalszych walkach powstańczych. W marcu 1919 w składzie 6 pułku strzelców wielkopolskich został mianowany dowódcą III batalionu. Brał udział w obronie Lwowa. Po powrocie został mianowany dowódcą II batalionu 6 pułku piechoty z którym brał udział w walkach wojny polsko-bolszewickiej.
Szczególnie zasłużył się 22 lipca 1920 podczas walk nad Szczarą, gdzie „w rejonie Wielkie Ozierki, został otoczony przez nieprzyjaciela. W tej trudnej sytuacji kilkakrotnie prowadził swój baon do kontrataku, umożliwiając w ten sposób odwrót pozostałym oddziałom pułku. Ciężko ranny ewakuowany do szpitala w Poznaniu, gdzie zmarł”.
Za tę postawę został odznaczony pośmiertnie Orderem Virtuti Militari i awansowany do stopnia kapitana.
Był kawalerem.

## Ordery i odznaczenia
- Krzyż Srebrny Orderu Wojskowego Virtuti Militari nr 1142 – pośmiertnie[3][4]
- Krzyż Walecznych[3]